# Norma Smallwood
Norma Des Cygne Smallwood (12 mai 1909 - 8 mai 1966) est un mannequin américain, notamment connue pour ses titres de Miss Tulsa (en) 1926 et Miss America, en 1926.

## Jeunesse
La ville natale de Smallwood est Bristow en Oklahoma. Elle est la fille d'Edward Smallwood et de Mahalia Angela (Robinette) Smallwood. Elle a une demi-sœur et un demi-frère de son père. Elle obtient le titre de Miss Tulsa et termine ses études secondaires, à l'âge de 16 ans.

## Miss America 1926
À l'époque où elle concourt pour Miss America, Norma Smallwood est étudiante au Oklahoma College for Women (en). Ses passe-temps favoris sont la natation, la danse et l'équitation et elle est la capitaine de l'équipe de hockey de son collège,.
Elle remporte la première place à la fois dans l'épreuve du baigneur et dans celle du concours de robes du soir. Pour cette dernière, elle porte une robe de velours bleu pâle, dessinée par Paul Nemzershe. Le soir suivant, elle est couronnée Miss America 1926,. Elle est la première Amérindienne, Cherokee, à être couronnée Miss America.

### Source de la traduction
- (en) Cet article est partiellement ou en totalité issu de l’article de Wikipédia en anglais intitulé « Norma Smallwood » (voir la liste des auteurs).